# Pataniolidia magnifica
Pataniolidia magnifica är en insektsart som beskrevs av Wei, Webb och Zhang 2007. Pataniolidia magnifica ingår i släktet Pataniolidia och familjen dvärgstritar. Inga underarter finns listade i Catalogue of Life.